# Sagrado (stacja kolejowa)
Sagrado – stacja kolejowa w Sagrado, w regionie Friuli-Wenecja Julijska, we Włoszech. Znajdują się tu 2 perony.